# Dmot 950 sorozat
A MÁV Dmot 950 sorozat a Kecskeméti Gazdasági Vasút (KGV) poggyászteres dízel motorkocsija volt, ahol eredetileg a KGV Mn3 pályaszámot viselte.

## Története
A Kecskeméti Gazdasági Vasút a Kecskemét-Kiskunmajsa vonalára a személyszállítási igények kielégítésére motorkocsikat rendeltek a Ganz gyártól. A megrendelés olyan motorkocsi szállítására szólt, mely három mellékkocsiból álló 55 t tömegű vonatot 50 km/h, 110 tonnás vonatot 35 km/h sebességgel volt képes továbbítani és poggyásztérrel is el van látva.
Az első két motorkocsit a Ganz gyár 1935-ben szállította, a harmadikat 1940-ben.

## Szerkezete

### Keret, futómű
A főkeret és a kocsiszekrény váza idomacélból ívhegesztéssel készült összefüggő keretként. A főkeret két homlokoldalán központi ütköző és vonókészülék van felszerelve. A kocsiszekrény faszerkezetű, kívülről az acélkeretre szegecselt acéllemezekkel burkolva, belül mázolva. A motorkocsi mindkét végén vezérállás van kialakítva, ahol a jármű vezetéséhez és a motor ellenőrzéséhez szükséges szerelvények és műszerek vannak elhelyezve. A vezérállásokba egy-egy kifelé nyíló ajtó szolgál a személyzet beszállására, a poggyásztér oldalain pedig tolóajtó van. A vezérállásokon az oldalablakok és az ajtók ablakai leereszthetők, a homlokablakok fix beépítésűek. A poggyásztér oldalain egy-egy fixen beépített ablak található. A vezérállásokból a poggyásztérbe ablaknélküli ajtón lehet bejutni.
A motorkocsi két hajtott tengelyére laprugókból álló rugókötegeken támaszkodik a kocsiszekrény. A tengelyek golyóscsapágyazásúak.

### Motor
A motorkocsi erőforrása egy Ganz-Jendrassik rendszerű VI JaR 135 dízelmotor, amely megegyezik a gyár MÁV-nak szállított két és háromtengelyű motorkocsijaiba beépített típussal. Teljesítménye 1300 / perc fordulaton 120 LE. A motor a poggyásztérben került elhelyezésre a sebességváltóval és irányváltóval közös keretben az alvázra szerelve. A motort zajszigetelt szekrény borítja célszerűen kialakított leemelhető szerelőfedelekkel.
A motor hűtésére a kocsivégeken a tetőn elhelyezett lemezeshűtők szolgálnak. A hűtökön átáramló levegőt zsalukkal lehet szabályozni. A motor indítása Bosch-rendszerű indítómotorral történik, amit akkumulátorról működtetnek.
A 300 l térfogatú üzemanyagtartály szintén a poggyásztérben van elhelyezve.

### Erőátvitel
A motorkocsi mindkét tengelye mechanikusan hajtott. A motortól a hajtás egy körmöskapcsolón – mely a poggyásztérből kapcsolható – a sebességváltón, irányváltón, kúpkerékpáron át jut a motorkocsi tengelyeire. A négyfokozatú sebességváltó egyes áttételeihez tartozó fogaskerekek állandó kapcsolatban vannak, és a lazán futó fogaskerekeket a vezetőállásról sűrített levegővel működtetett lemezes kapcsolók kapcsolják. Az első sebességfokozat szükség esetén kézzel is bekapcsolható. A homlokfogaskerekes irányváltó a vezetőállásról szintén sűrített levegővel kapcsolható, de kézzel is működtethető. Az irányváltót a hajtott tengelyeken levő kúpkerékházakkal rugalmas tárcsáskapcsolós kardántengelyek kötik össze.

## Megőrzött motorkocsik
Mára a három egykori motorkocsiból egy, az 1940-ben épített 953 pályaszámú motorkocsi maradt meg, amely Fertőbozon várta egyre pusztulva sorsa jobbrafordulását. 2018-ban a GYSEV vezetősége úgy döntött, hogy felújítja a mozdonyt. Több, mint két évi felújítás után 2021-benn állt forgalomba a Nagycenki Széchenyi Múzeumvasúton.